# اولیوری
اولیوری (به ایتالیایی: Oliveri) یک کومونه در ایتالیا است که در استان مسینا واقع شده‌است. اولیوری ۱۰٫۳ کیلومتر مربع مساحت و ۲٬۰۷۶ نفر جمعیت دارد و ۲ متر بالاتر از سطح دریا واقع شده‌است.